# Naguas
Naguas es una prenda de vestir o falda de origen Michoacano y es una vestimenta típica de esta región que representa a las mujeres y generalmente son pesadas y de muchos pliegues.

## Etimología
Define naguas Pedro José Ramírez Sendoya así: Vestido femenino. Y trae la siguiente consideración: "Et. Ta. Nahuas = Naguas. (Goeje-N. E. 12.). En azteca hay Naualol = Rodeado (Becerra).
No enaguas, aunque la academia acepta ambas expresiones, escribieron enaguas Lope, Calderón, Quevedo y Moreto. Los modernos olvidando la verdadera y castiza manera optaron por "enaguas".
Puede escribirse naguas, enaguas, nagúas o nagüas.
Es interesante observar la homofonía y similitud semántica prehispánica con la palabra Anaco
Et. Pa. –Anaku, según Beuchat.
Guajiro:-Anaja = Vestirse. (Celedon)
Ka. Anakanichu = Acinturarse. (Goeje. Nouvel examen. 12).
Et. Ke. Wanku = Vendaje o faja (Lira) Et Ke. –“Ein volles Tuch welches sich die Indiannerinnen um die Shultern hängen”. (Ts. 95).

## Uso
- Las mujeres Taíno casadas usan con un delantal de paja, algodón u hojas llamado naguas.
- Los Cihuateteo elaboran las naguas diversos colores.
- En los Huichol es vestimenta de las mujeres, consiste en una blusa corta en un solo color, naguas interiores y exteriores, con un manto floreado.
- En Huauchinango en varios lugares todavía las mujeres  utilizan naguas negras de lana tejida en telar.